# Hiromasa Tokioka
Hiromasa Tokioka (時岡 宏昌 Tokioka Hiromasa?,  nacido el 24 de junio de 1974 en Saitama) es un exfutbolista japonés. Jugaba de centrocampista y su último club fue el Sagawa Express Tokyo de Japón.

## Trayectoria

### Clubes
| Club                 | País  | Año         |
| -------------------- | ----- | ----------- |
| Consadole Sapporo    | Japón | 1997 - 1999 |
| Sagawa Express Tokyo | Japón | 2000 - 2001 |